# Burgerweeshuis en Fundatie van Renswoude

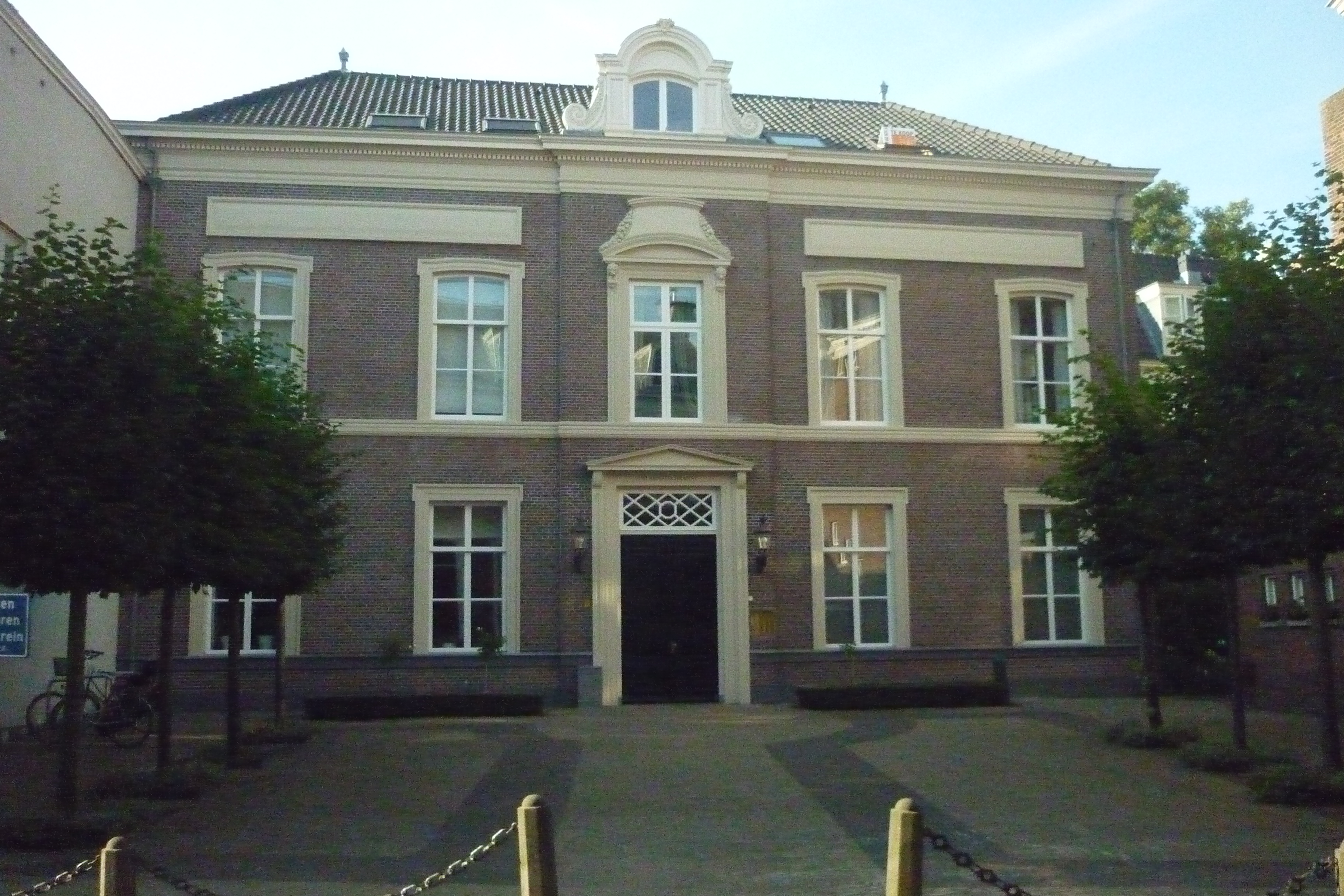
Burgerweeshuis en Fundatie van Renswoude

Het Burger-weeshuis en Fundatie van Renswoude was een weeshuis en school aan het Westeinde in Den Haag. Op een litho uit 1864, gemaakt door C.C.A. Last, staat deze naam vermeld op de gevel, net onder de daklijst. 

## Geschiedenis
De Burgerweeshuisschool werd in 1564 opgericht voor de kinderen uit het weeshuis in de Nobelstraat. Later gingen de armste kinderen naar het weeshuis aan het Spui, en werden de burgerkinderen opgenomen in het internaat van de Burgerweeshuisschool. 
Toen Maria Duyst van Voorhout, douairière van Frederik Baron van Reede, Vrijheer van Renswoude en Emmikhuijzen, in 1754 kinderloos overleed, werden uit haar erfenis drie Fundaties van Renswoude opgericht om begaafde arme wezen te ondersteunen zodat deze naar school konden gaan. Ook in Delft en Utrecht werden dergelijke fundaties opgericht.
In 1820 gingen de school en de fundatie samen. Vanaf 1856 kregen de jongens gymnastiekles, en vanaf 1859 kregen de meisjes ook gymnastiekles, gescheiden van de jongens. In 1874 werd de school opnieuw ingericht en mochten ook kinderen, die niet uit het weeshuis kwamen, naar school komen. Na deze vernieuwingen kwam koningin Sophie de school bezoeken.
In 1904 werd de school opgeheven. De weeskinderen verhuisden in 1923 naar het Jozef Israëlsplein, waar een nieuw weeshuis was gebouwd. In de jaren 1960 kwamen er steeds meer expatkinderen en werd de instelling het Renswoudehuis genoemd. De Fundatie geeft tegenwoordig ook studiebeurzen aan kinderen die niet in de Fundatie wonen.
Ter gelegenheid van het vierhonderdjarig bestaan van de school werd een boek uitgegeven:
- Herman Hardenberg (1964): Het Burgerweeshuis voor Nederlands Hervormden te 's-Gravenhage 1564-1964, NV Zuid-Hollandsche Boek-en Handelsdrukkerij.